# Sommelet-aldehydesynthese
De Sommelet-aldehydesynthese of Sommelet-reactie is een reactie uit de organische scheikunde, die in 1913 door de Franse scheikundige Marcel Sommelet werd beschreven. Ze behelst de vorming van een aldehyde door de reactie van een arylhalide, zoals benzylchloride, tolylchloride of xylylchloride, met hexamethyleentetramine (hexamine), gevolgd door hydrolyse van het gevormde quaternair ammoniumzout in water:
De reactie is formeel een oxidatie.
Het ammoniumzout wordt ook gevormd in de Delépine-reactie, maar daar gebeurt de ontbinding ervan in zuur midden in plaats van in water, en wordt een amine gevormd.
Een voorbeeld van de Sommelet-reactie is de vorming van benzaldehyde uitgaande van benzylchloride:
Een andere toepassing van deze reactie is de synthese van 4-tert-butylbenzaldehyde uitgaande van 4-tert-butyltolueen, dat wordt gehalogeneerd tot 4-tert-butylbenzylchloride en dan een Sommelet-reactie ondergaat. 4-tert-butylbenzaldehyde wordt gebruikt in de parfumerie en is een tussenproduct voor farmaceutische stoffen en landbouwchemicaliën.